# Parlatorium

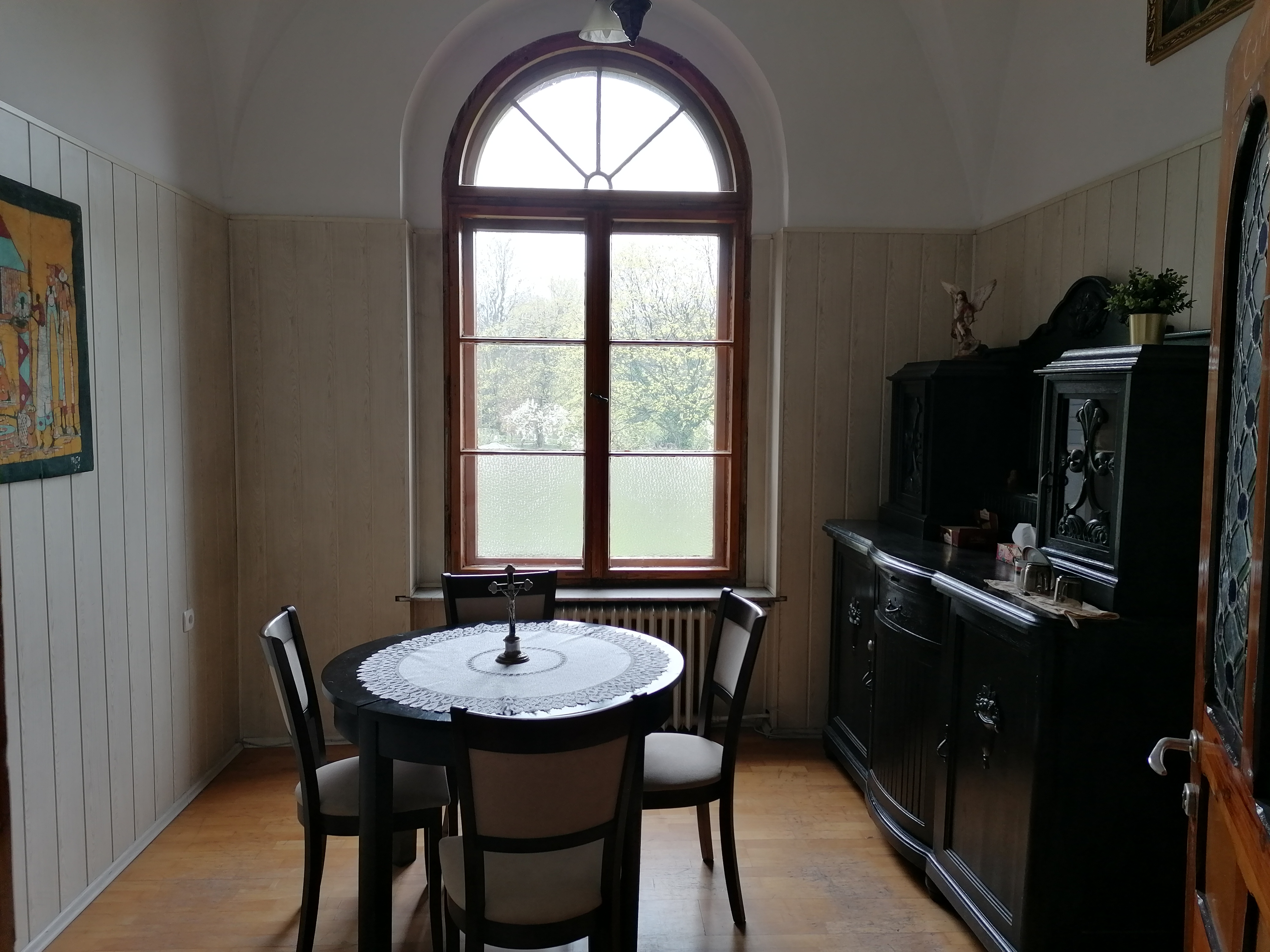
Rozmównica w klasztorze w Panewnikach

Parlatorium, rozmównica – pomieszczenie w klasztorze, przeznaczone do prowadzenia rozmów z gośćmi.